# Phil Campbell
Philip Anthony „Wizzö“ Campbell (* 7. Mai 1961 in Pontypridd, Wales) ist ein britischer Gitarrist. Er war von 1983 bis zu deren Auflösung im Dezember 2015 Mitglied der Metal-Band Motörhead.

## Leben
Inspiriert von Jimi Hendrix, Black Sabbath, Jimmy Page, Michael Schenker und Todd Rundgren begann er im Alter von zehn Jahren mit dem Gitarrespielen. Mit dreizehn Jahren spielte er in einer halbprofessionellen Kabarettgruppe in Südwales. Nachdem er jahrelang billige Gitarren gespielt hatte, kaufte er sich 1978 seine erste Gibson Les Paul E-Gitarre zum Neujahrsausverkauf, die ihm später gestohlen wurde. Im Jahr 1979 formierte er die Band Persian Risk und veröffentlichte zwei Alben mit der Gruppe.
Fünf Jahre später bekam Campbell die Stelle des Gitarristen bei Motörhead, nachdem Brian Robertson die Gruppe verlassen hatte. Lemmy Kilmister hatte ursprünglich geplant, nur einen Gitarristen anzustellen, entschied sich aber schließlich für zwei Kandidaten: Neben Campbell stieß Michael „Würzel“ Burston hinzu. Burston verließ die Gruppe 1995 wieder; bis zum Ende war „Wizzö“, wie Campbell auch genannt wird, einziger Gitarrist von Motörhead. Ende Dezember 2015 löste sich Motörhead nach dem Tod des Frontmannes Lemmy Kilmister auf.
Phil Campbell spielte bei Motörhead mehrere Gitarren unterschiedlicher Hersteller, so z. B. Gibson (Les Paul, Firebird, ES-125), nach seinen Vorgaben angefertigte E-Gitarren der Marke Lag im Stil des Modells Gibson Explorer sowie Gitarren der Marke Framus.
Seit 2013 hat Phil Campbell ein neues Nebenprojekt namens Phil Campbell´s All Stars Band, in dem Mitglieder von Straight Lines, The People the Poet, Dopamine und Attack! Attack! mitspielen. Aus diesem Projekt wurde die Band Phil Campbell and the Bastard Sons, die im Jahre 2018 mit dem Album The Age of Absurdity debütierten. Bei den Metal Hammer Awards 2018 wurde das Album in der Kategorie Bestes Debütalbum ausgezeichnet.
Nachdem Motörhead ihren Auftritt beim Wacken 2013 abbrechen musste, agierte er als Gast-Gitarrist bei Doro Peschs Darbietung des Judas-Priest-Covers Breaking the Law. Zudem hatte er einen Gastauftritt beim Wacken-Konzert der Band Ugly Kid Joe. Am 25. Oktober 2019 veröffentlichte Phil Campbell sein Soloalbum Old Lions Still Roar, auf dem als Gäste unter anderem Rob Halford, Alice Cooper und Dee Snider zu hören sind. Bei den vom Radiosender Planet Rock vergebenen Musikpreis The Rocks 2020 wurde Old Lions Still Roar in der Kategorie bestes britisches Album und These Old Boots in der Kategorie beste britische Single nominiert.

## Privatleben
Campbell lebt in Pontypridd mit seiner Frau Gaynor und seinen drei Kindern.